# Dorcadion suturale
Dorcadion suturale är en skalbaggsart som beskrevs av Louis Alexandre Auguste Chevrolat 1862. Dorcadion suturale ingår i släktet Dorcadion och familjen långhorningar. Inga underarter finns listade i Catalogue of Life.